# Стоун, Дуглас
Дуглас Стоун (англ. A. Douglas Stone) — американский физик-теоретик, специалист в области оптической физики и фотоники. Доктор философии (1983), профессор Йельского университета. Действительный член Американского физического общества (1993) и Оптического общества (2010).

## Биография
Окончил Гарвард-колледж (бакалавр по социальным штудиям, 1976). В 1976—1978 годах как стипендиат Родса занимался в оксфордском Баллиольском колледже и получил там степень бакалавра по физике и философии.
Степень доктора философии по физике (физике твердого тела) получил в Массачусетском технологическом институте в 1983 году.
Являлся постдоком в Thomas J. Watson Research Center и Университете Стоуни-Брук.
С 1986 года в штате Йельского университета как ассоциированный профессор, с 1990 года полный профессор, ныне именной профессор (Carl A. Morse Professor) прикладной физики, в 1997—2003 годах заведующий кафедрой прикладной физики.
Организатор Yale Science and Engineering Forum (с 1995).
Автор более 130 исследовательских и обзорных работ, в частности публикаций в Nature Physics, Science, PNAS. Автор книги Einstein and the Quantum: The Quest of the Swabian (Princeton University Press, 2013). Автор научно-популярных работ в Physics Today, Nature News and Views, Huffington Post. Имеет 4 патента.

## Награды и отличия
- Стипендия Родса (1976)
- Presidential Young Investigator Award[англ.] (1987)
- IBM Outstanding Technical Achievement Award (1987)
- Стипендия Слоуна (1990)
- Phi Beta Kappa Award in Science[англ.] (2014)[6]
- Премия Уиллиса Лэмба (2015)[7]